# The Descent from the Cross (van der Weyden)

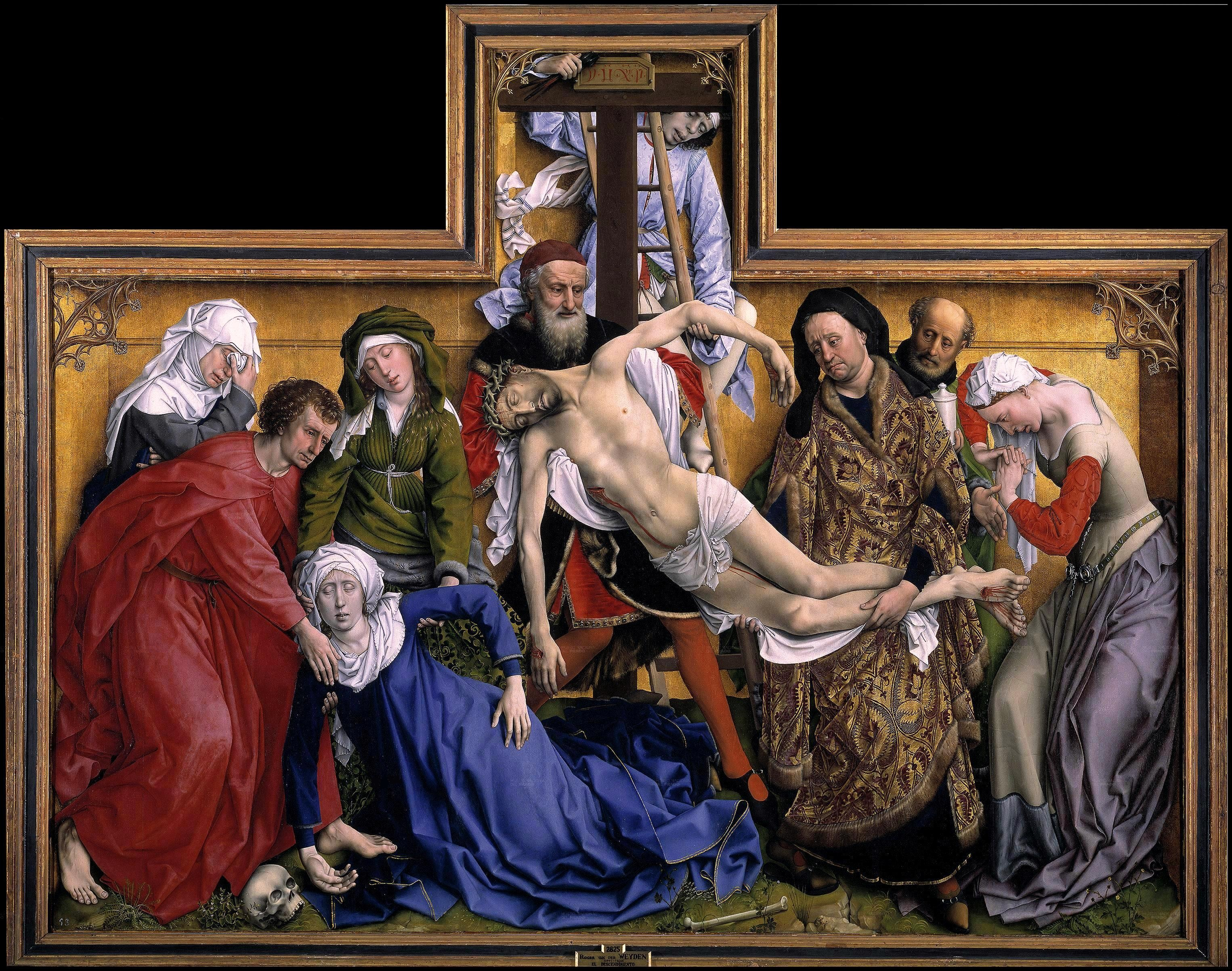
The Descent from the Cross vẽ khoảng năm 1435. Vẽ sơn dầu trên bảng gỗ sồi, 220cm × 262 cm. Bảo tàng Prado, Madrid

The Descent from the Cross (tạm dịch: Hạ xuống từ Thập giá) là một bức tranh trên tấm gỗ do họa sĩ người Hà Lan thời kì đầu Rogier van der Weyden vẽ vào khoảng năm 1435, hiện tại đang được trưng bày tại Bảo tàng Prado, Madrid. Chúa Giê-su bị đóng đinh được hạ xuống từ thập giá, thân xác vô hồn của chúa được giữ bởi Joseph of Arimathea và Nicodemus.
Năm 1435 được ước tính dựa trên phong cách của tác phẩm, và dựa trên việc Rogier van der Weyden trở nên giàu có và nổi tiếng trong thời gian này rất có thể là do sự uy tín mà tác phẩm này tạo ra. Ông đã vẽ nó vào khoảng đầu sự nghiệp của mình, ngay sau khi ông hoàn thành việc học nghề với Robert Campin và thể hiện sự ảnh hưởng từ người họa sĩ lớn tuổi, đáng chú ý nhất là ở bề mặt được điêu khắc cứng, các đặc điểm khuôn mặt chân thực và việc sử dụng màu cơ bản đầy sống động, chủ yếu là màu đỏ, trắng và xanh lam. Tác phẩm này là một nỗ lực tự ý thức của van der Weyden trong việc tạo ra một kiệt tác sẽ tạo dựng danh tiếng quốc tế cho ông. Van der Weyden đặt cơ thể của Chúa Giê-su theo hình chữ T của một cây nỏ để thể hiện đây là bức tranh được vẽ theo yêu cầu của hội cung thủ Leuven (Schutterij) cho nhà nguyện Onze-Lieve-Vrouw-van-Ginderbuiten (Notre-Dame-hors-les-Murs).
Các nhà sử học nghệ thuật đã nhận xét rằng tác phẩm này được cho là bức tranh chúa Giê-su đóng đinh có ảnh hưởng nhất của người Hà Lan, và nó đã được sao chép và điều chỉnh trên quy mô lớn trong hai thế kỷ sau khi hoàn thành. Tác động cảm xúc của những người khóc than quanh cơ thể của Chúa Giê-su và sự miêu tả tinh tế về không gian trong tác phẩm của van der Weyden đã tạo ra những bình luận phê bình sâu rộng, một trong những lời bình luận nổi tiếng nhất là của Erwin Panofsky: "Có thể nói rằng những giọt nước mắt được vẽ, viên ngọc sáng ngời sinh ra từ cảm xúc mạnh mẽ nhất, chính là hình ảnh thu nhỏ mà người Ý ngưỡng mộ nhất trong bức tranh thuộc giai đoạn Hà Lan sớm: một sự xuất sắc và cảm xúc được thể hiện bằng hình ảnh".